# ثيليا (مسلسل تلفزيوني)
ثيليا هو مسلسل تلفزيوني إسباني موجه للأطفال، عُرض لأول مرة على القناة الأولى الإسبانية العامة التابعة للتلفزيون الإسباني.المسلسل مستوحى من كتب الأطفال الكلاسيكية للكاتبة إلينا فورتون، وخاصة كتابي ثيليا، ما تقوله (1929) و ثيليا في المدرسة (1932)، ويروي مغامرات ثيليا غالفيز دي مونتالبان المتمردة، وهي فتاة تبلغ من العمر سبع سنوات من الطبقة البرجوازية العليا في مدريد، وإحدى الشخصيات المفضلة للفتيات الإسبانيات في أربعينيات وخمسينيات وستينيات القرن العشرين.
المسلسل، الذي قدمت فيه كريستينا كروز مينغيز دور البطولة ثيليا، تم تكييفه للتلفزيون من قِبل الكاتبة كارمن مارتين جايتي، الكاتبة الإسبانية الحائزة على عدة جوائز، وأخرجه وأنتجه [ خوسيه لويس بوراو]. بالإضافة إلى سرد قصص ثيليا، يعكس المسلسل الحياة في إسبانيا خلال فترة الثلاثينيات، ويتطرق بإيجاز إلى موضوع الحرب الأهلية الوشيكة، والتغيرات الاجتماعية والصراعات والأفكار في تلك الفترة.
على الرغم من نجاح المسلسل و شعبيته بعد إطلاقه، واجه مشكلات تمويلية من قِبل التليفزيون الإسباني، مما أدى إلى إيقافه بعد عرض ست حلقات فقط.ورغم أن الحلقة السادسة والأخيرة كانت توحى باستمرار القصة، لم يتم تصوير أي حلقات جديدة. في أبريل 2009، أِعيد عرض المسلسل على الموقع الإلكتروني لراديو وتلفزيون إسبانيا، حيث يمكن مشاهدة جميع الحلقات كاملة بشكل دائم ومجاني.

## الإنتاج
بعد أن لفتت الكاتبة والسيناريست الإسبانية كارمن مارتين جايتي الانتباه إلى سلسة كتب "ثيليا" للكاتبة إيلينا فورتون، أصر المخرج والمنتج خوسيه لويس بوراو على العمل معًا لإنشاء عمل تلفزيوني مقتبس من أعمال فورتون. اقترح بوراو المشروع، لكنه في نفس الوقت لم يفكر في إخراجه لأنه لم يكن يعتقد أن لديه الخبرة أو الصبر الكافي للعمل مع الأطفال أو في إنتاج أعمال موجهة لهم؛ كما صرّح في الماضي إنه ليس لديه أدنى اهتمام بالعمل في التلفزيون أو في أفلام ذات طابع تاريخي. لهذا السبب، تم تعيين خوسيه لويس كويردا كمخرج للمسلسل، ولكن في النهاية كان بوراو هو من تولّى هذا الدور.لم تكن كارمن مارتين جايتي مقتنعة بسهولة بالمشروع ولم تكن متأكدة من نجاحه. عندما وافق التلفزيون الإسباني على إنتاج مسلسل "ثيليا"، بدأ البحث عن الطفلة المثالية لتجسد شخصية البطلة "ثيليا". دون أي خبرة سابقة في التمثيل،أُختيرت كريستينا كروث مينجيث من بين 2000 طفلة تقدمن للدور، على الرغم من أن بعض المصادر تشير إلى أن العدد كان أكبر ووصل إلى 3000 طفلة.استمرت عملية الاختيار لمدة خمسة أشهر تقريبًا،وأكد خوسيه لويس بوراو في مقابلة أن كريستينا كانت واحدة من آخر الفتيات اللواتي تم اختبارهن. بعض الفتيات اللواتي لم يتم اختيارهن لدور ثيليا حصلن على أدوار أخرى في المسلسل، مثل ماريا تيريزا، إحدى صديقات ثيليا. ونظرًا لأن قوانين السينما تفرض قيوداً على مدة مشاركة الأطفال دون سن الثالثة في التصوير ،أُختير ثلاثة أطفال مختلفين لتجسيد شخصية "كوتشيفريتِين"، شقيق ثيليا الصغير. تم إنتاج فيلم وثائقي تلفزيوني بعنوان "البحث عن ثيليا"، والذي عرض رحلة البحث عن الفتاة المثالية لتجسيد دور "ثيليا" ؛ تضمن الفيلم الوثائقي مقابلات قصيرة مع عدة فتيات وبعض أولياء أمورهن. عند عرضه للجمهور ، خدم الفيلم الوثائقي القصير كدعاية فعالة للمسلسل الذي لم يُعرض بعد.
صرح المخرج خوسيه لويس بوراو خلال حفل العرض الأول للمسلسل بأن لديه سببان. رئيسيان وراء إنتاج العمل: الأول، تكريم الكاتبة إلينا فورتون، التي وصفها بأنها إحدى أهم الكاتبات في أدب الأطفال الإسباني؛ والثاني، تقديم "الأفضل للأطفال" في إسبانيا.
قال: "يجب أن نقدم الأفضل للأطفال. لا يجب إستغلالهم ولا أن نخدعهم. لا يجب أن نقدم لهم أي شيء عشوائي . لأنهم يستحقون الأفضل." من جانبها، أعربت الكاتبة الإسبانية كارمن مارتين جايتي عن دهشتها من الاحترافية التى أظهرتها الممثلة الصغيرة كريستينا كروث مينجيث خلال تصوير المسلسل.قالت: "أتذكر مشهدًا تم تصويره في وقت متأخر من الليل في سيرك قرب الإسكوريال ولم أسمع هذه الطفلة تشتكي ولو مرة واحدة. [...] لم تسأل 'أين أمي؟' أو أي شيء من هذا القبيل."